# Document individuel de prise en charge
Le document individuel de prise en charge (DIPC) est, en droit français, le document qui doit être remis à toute personne accueillie ou accompagnée par un établissement ou service social ou médico-social soit lorsque la remise d'un contrat de séjour n'est pas obligatoire, soit lorsque l'offre de contrat de séjour a été refusée.

## Colloques
- "L'usager-citoyen : affirmer ses droits dans les établissements et services", colloque organisé par le Conseil général du Finistère à Brest le 18 décembre 2012 à l'occasion du dixième anniversaire de la loi no 2002-2 rénovant l'action sociale et médico-sociale : http://www.vo-live.fr/vod/u2sS8fp.html